# Maria Josepa de Saxònia (arxiduquessa d'Àustria)
Maria Josepa de Saxònia, arxiduquessa d'Àustria (Dresden 1867 - Castell de Wildenwart (Baviera) 1944). Princesa de Saxònia amb grau d'altesa reial que per matrimoni esdevingué arxiduquessa d'Àustria i mare de l'últim emperador, Carles I d'Àustria.
Nascuda el 31 de maig de 1867 a la capital del Regne de Saxònia, Dresden, essent filla del rei Jordi I de Saxònia i de la infanta Maria Anna de Portugal. Era neta del rei Joan I de Saxònia i de la princesa Amèlia de Baviera per part de pare mentre que per part de mare ho era de la reina Maria II de Portugal i del príncep Ferran de Saxònia-Coburg Gotha.
El 2 d'octubre de 1886 es comprometé amb l'arxiduc Otó Francesc d'Àustria, fill de l'arxiduc Carles Lluís d'Àustria i de la princesa Maria de l'Anunciació de Borbó-Dues Sicílies. L'arxiduc era nébot de l'emperador Francesc Josep I d'Àustria. La parella s'instal·là a Viena i tingueren dos fills:
- SM l'emperador Carles I d'Àustria, nascut el 1887 a Viena i mort a Funchal el 1922. Es casà amb la princesa Zita de Borbó-Parma.

- SAI l'arxiduc Maximilià Eugeni d'Àustria, nascut el 1895 a Viena i mort el 1952. Es casà amb la princesa Francesca de Hohenlohe-Waldenburg-Schilingsfürst.

L'extrema religiositat amb què fou educada fou l'única arma que tingué per aguantar un matrimoni ple d'infidelitats i en què les corredisses i festes de l'arxiduc eren un escàndol continu en el si de la societat vienesa de tombant de segle.
Durant la Primera Guerra Mundial convertí el castell de Augarten en un hospital de campanya per les tropes ferides que arribaven a Viena. Al llarg dels anys de la guerra es guanyà una molt bona reputació gràcies a les seves múltiples obres benèfiques.
L'any 1918, amb la caiguda de l'Imperi, partí a l'exili amb el seu fill i la seva jove instal·lant-se a l'illa de Madeira. Passà la Guerra a Alemanya i morí l'any 1944 a Baviera. És enterrada a la Cripta dels caputxins de Viena al costat del seu espòs.